# Frasco-Sonogno
Frasco-Sonogno è stato un comune svizzero del Canton Ticino, nel distretto di Locarno. È stato soppresso nel 1843 con la sua divisione nei nuovi comuni di Frasco e Sonogno